# Dance Music
Dance Music è un film del 1983 diretto da Vittorio De Sisti.

## Trama
Un gruppo di ballo italiano si reca a una gara di breakdance a New York.